# 矢作穗香
矢作穗香（日语：／ Yahagi Honoka，1997年3月7日—）是日本千叶县出身的女演员、模特、聲優，曾為日本Ever Green Entertainment旗下的艺人，先前以「未來穗香」為藝名。凭着主演《惡作劇之吻2013》在亚洲大红大紫。
一度暫時放下演藝事業，於2015年9月到美國留學半年。於2016年3月7日回國。
於2016年7月1日在部落格宣布將以本名矢作穗香作為新藝名。
於2017年4月1日簽約研音。
於2023年9月30日在X及Instagram宣布退出研音。

## 演出作品

### 電視劇
- 《夢の見つけ方教えたる2》（2010年3月13日，フジテレビ）饰演：宇佐美ミカ
- 《假面騎士OOO》（2010年9月5日－2011年8月28日，朝日電視台）饰演：水系干部Mezuru（人間態）
- 《Clone baby》（2010年10月8日－2010年12月17日，TBS）饰演：青柳加奈子
- 《铃木老师》（2011年4月25-2011年6月27日，東京電視台）饰演：中村加奈
- 《抓住明日的光2》（2011年7月4日－2011年9月2日，東海電視台）饰演：加贺美优香
- 《都市传说之女》第7話（2012年5月25日，朝日電視台）客串：石桥凛
- 《一休和尚》（2012年6月30日，フジテレビ）饰演：桔梗屋弥生
- 《黑之女教师》第1話（2012年7月20日，TBS）客串：须藤夏美
- 《幽靈女友》（2013年4月9日－2013年6月18日，關西電視台）饰演：岡本香奈
- 《惡作劇之吻2013》（2013年3月29日－2013年7月19日，フジテレビ）饰演：相原琴子（主演）
- 《天魔先生來了》第5話（2013年8月19日，TBS）客串：槇原しおり
- 《ねじれた絆 赤ちゃん取り違え事件 42年の真実》（2013年10月11日，フジテレビ）飾演：島袋美由紀
- 《赤い靴》（2013年11月6日，日本電視台）飾演：大崎リナ（主演）
- 《惡作劇2吻沖繩特別篇》（2014年9月12日，フジテレビ）饰演：入江（相原）琴子（主演）
- 《惡作劇2吻2014》（2014年11月24日－2015年4月6日，フジテレビ）饰演：入江（相原）琴子（主演）
- 《給那天的你》（2016年8月18日，BSスカパー!） - エリ （主演）[1]
- 《貴族偵探》第10話、最終話（2017年6月19、26日，富士電視台）飾演：具同真希
- 《新宿SEVEN》第4話（2017年11月3日，東京電視台）飾演：李穗
- 《重要證人偵探》第4話（2017年11月10日，朝日電視台）飾演：東露娜
- 《正義之凜》第2話（2018年4月18日，日本電視台）飾演：町田真理亞
- 《我們的奇蹟》（2018年10月9日－2018年12月11日，富士電視台）飾演：青山琴音
- 《我的初戀情人》（2019年1月19日－2019年3月2日，朝日電視台）飾演：田村結子
- 《家政夫三田園3》第4話（2019年5月10日，朝日電視台）飾演：玄角正子
- 《Voice 110緊急指令室》（2019年7月13日－2019年9月21日，日本電視台）飾演：森下葵
- 《時尚房子品評家時尚子》（2020年7月15日－2020年9月3日，東京電視台）飾演：耶格·時尚子（主演）
- 《银座黑猫物语》第9話（2020年9月10日，關西電視台）飾演：春原真衣（主演）
- 《監察醫 朝顏2》第10話－（2021年1月18日－2021年2月3日，富士電視台）飾演：北村愛菜
- 《僕人大叔》(しもべえ) 第1話-第10話 （2022年1月7日-2022年3月25日 [NHK]) 飾演:北島亞紀
- 《鋼盔》第10話（2022年9月7日，富士電視台）飾演：葵
- 《牆服同人作家貓屋敷因渴望認可而加劇》（2022年10月10日-11月3日，朝日放送電視台）飾演：山田小晴
- 《稍微有點紛爭的話我很樂意！》（2023年1月15日-2023年3月19日，朝日電視台/朝日放送電視台）飾演：瞳守主演（主演）
- 《奇怪的事情2》第7集（2023年5月5日，東京電視台）飾演：峰岸佐

### 电影
- 《青春恐怖箱》（NECK）（2010年8月21日、アスミック・エース）饰演：由香里（ゆかりちゃん）
- 真人版电影（2010年11月6日、ジョリー・ロジャー）饰演：福泽佑巳[2] （主演）
- 《铃木老师》电影版（2013年1月12日、角川書店/東京電視台）饰演：中村加奈
- 《高速ばぁば》（2013年7月27日、トラヴィス）饰演：上坂綾音/高速ばぁば（人間態）（主演）
- 《江之島稜鏡》（2013年8月10日、ビデオプランニング）饰演：今日子
- 《放課後Lost》（2014年8月2日、プロジェクト ドーン）饰演：夕希（主演）
- 《思春期遊戲》（2014年8月23日、アイエス・フィールド）饰演：蓮見鷹音（主演）
- 《クレヴァニ、愛のトンネル》（2015年春、新宿K’s cinema.）饰演：柏木一葉（主演）
- 《花筐》（2017年12月16日、有楽町スバル座他全国順次公開 唐津映畫製作委員會 （页面存档备份，存于））饰演：江馬美那
- 《鯉のはなシアター》（2018年9月7日、｢第10回 島ぜんぶでおーきな祭 沖縄国際映画祭｣出品作品） 饰演：奥崎愛實
- 《消失吧！群青》（2019年9月6日、KADOKAWA・エイベックス・ピクチャーズ）饰演：堀

### OVA
- 假面騎士OOO 10th 復活的核心硬幣 （2022年3月12日）饰演：Mezool（メズール） 人型態

### 網路剧
- 《我們都是死人》（2013年12月2日-2014年2月14日、NOTTV）飾演：吉野茜
- 《今夜可否擁你入懷？》（2018年9月29日-、ひかりTV）飾演：佐伯莉子（主演）
- 《老師，你不知道嗎？》（2019年12月6日-2020年1月17日、每日放送）飾演：星野七瀨
- 《花生醬三明治》（2020年4月3日-2020年5月22日、每日放送）飾演：樁（主演）

### PV
- MONKEY MAJIK「If」（2013年2月27日）
- 可苦可樂「凝視著風」（2018年11月7日）
- Salyu「僕らの出会った場所」（2019年9月6日）
- U Yuma (feat.RAM RIDER)「マイルーム マイライフ」（2020年8月24日）

### CM
- 東京瓦斯 安全（2012年3月-）
- B-R サーティワンアイスクリーム（2012年4月-）
- サンヨー食品 サッポロ一番（2013年5月-）
- 羅森 フローズンスイーツ（2013年7月-）
- DeNA パズ億〜爽快パズルゲーム（2014年4月-）
- 環球影城 美少女戰士4D（2018年3月-）
- 医療法人けんゆう会 レジーナクリニック（2019年11月-）

### 主持
- 2011年3月－2012年4月，主持富士电视台早间新闻栏目《Motto在线》，是日本电视史上最年轻的主持人[3]。

## 書籍

### 雜誌
- ラブベリー（2009年5月号 - 2011年9月号、徳間書店）- 專屬模特兒
- ピチレモン（2011年11月号 - 2013年4月号、学研パブリッシング） - 專屬模特兒
- non-no（2013年11月号 - 2014年10月号、集英社） - 專屬模特兒
- ar（2019年9月号 - 、主婦と生活社）

### 寫真集
- 矢作穗香首本寫真集「矢作穂香 I'm just me」（2019年9月27日、鱷魚書社）

### 關聯書籍
- 「克隆寶貝」公式PHOTO BOOK〜僕らのクローン記〜（2010年）
- 假面騎士OOOキャラクターブック Count the medals!（2011年）

## 外部連接
- 研音公式個人資料 （页面存档备份，存于）
- 矢作穗香的X（前Twitter）（页面存档备份，存于）
- 矢作穗香的Instagram帳戶（页面存档备份，存于）
- 矢作穗香的Ameba部落格（日語）（页面存档备份，存于）